# Cajetan von Felder
Cajetan von Felder (Bécs, 1814. szeptember 19. – Bécs, 1894. november 30.) báró, osztrák politikus. 

## Élete
Szülővárosában végezte tanulmányait. 1848-ban a forradalomhoz csatlakozott és a községi tanácsban nagy szerepet játszott. A felkelés leveretése után beutazta a forróövi és a hideg zónát, és becses növénygyűjteményekkel tért vissza Bécsbe, ahol azután az ügyvédi pályának szentelte magát. Az alkotmányos élet beköszöntésétől (1861) az alsó-ausztriai tartománygyűlés és a bécsi községi tanács tanácskozásaiban tevékenyen vett részt.  
1868-ban Bécs városa főpolgármesterré választotta, mely állásban 1878-ig megmaradt. Amellett Alsó-Ausztria tartományi marsallja és báró is lett. Makacs szembaja miatt 1878-ban visszavonult a magánéletbe, csupán az urak házában, melynek élethossziglani tagja volt, jelent meg továbbra is, ahányszor fontos tárgy került napirendre. Mindvégig híve maradt a német alkotmányos pártnak. Idejében készítették vagy tervezték az új vízvezetéket és a Duna-szabályozást, a városi tan- és szegényügy pedig hathatós lendületnek indult. Hivatalos működéséről beszámolt a Die Gemeindeverwalrung der Reichshaupt- und Residenzstadt Wien, 1867-70. és 1871-76. (2. kiad., 4. kötet) című műben. öregkorára teljesen megvakult. Fia, Rudolf botanikusként szerzett hírnevet. 